# マーク・トウェインハウス
マーク・トウェインハウス (The Mark Twain House) および記念館 (コネチカット州ハートフォード) は、1874年から 1891年までサミュエル・ラングホーン・クレメンス (マーク・トウェイン) とその家族の家であった。

## 概要
建物は、エドワード・タッカーマン・ポッターの設計で、ビクトリア朝ゴシック (アメリカン・ハイゴシック) 様式で建てられた。 
クレメンスの伝記作家ジャスティン・カプランは、それを「蒸気船の一部、中世の要塞の一部、鳩時計の一部」と呼んだ。クレメンスはそこに住んでいる間に、 『トム・ソーヤーの冒険』、『王子と乞食』、『ミシシッピ川の生活』 、『ハックルベリー・フィンの冒険』、『海外の浮浪者』、『アーサー王宮廷のコネチカット・ヤンキー』など、多くの有名な作品を執筆した。
財政投状況が厳しかったため、クレメンス一家は 1891年にヨーロッパに移住することになった。
1893年恐慌により、一家はさらに経済的安定を揺るがされる羽目に陥り、クレメンスと妻のオリビア、真ん中の娘のクララは 1895年から 1896年にかけて旅行を続けた。彼は講演活動をして彼らの借金を返済するためのお金を稼ぐことができた。彼は『赤道を追って』 （1897年）でその旅行について詳しく語っている。他の2人の娘スージーとジーンはこの間家に残り、スージーは家族が再会する前に1896年8月18日に脊髄膜炎で自宅で亡くなった。この悲劇の後、彼らは家に住む気になれなくなり、残りの年のほとんどを海外で過ごした。彼らは1903年にその家を売却した。
この建物は後に学校、アパート、公共図書館の分館として活用された。1929年に取り壊しの計画が持ち上がったが、なんとかそれは回避され新しく設立された非営利団体マーク・トウェイン記念館の管理下に置かれた。この建物は1962 年に国定歴史建造物に指定された。修復努力により、1974年に記念館として開館した。 2003年には、数百万ドルをかけて LEED (Leadership in Energy and Environmental Design)認定のトウェインの生涯と作品を展示する作家の記念館を含めた来館者センターが建てられた。
記念館は、新しい来館者センターに関連した建設費の支出超過もあり、2008年に深刻な財政難に直面したが、窮状についての広報、コネチカット州、企業、その他の寄付者の迅速な対応、そして作家による慈善イベントによって記念館は窮地を脱することができた。
それ以来、記念館の財務状況は改善したと報告されていたが、2010年に博物館の会計検査官による100万ドルの横領が発覚し、罪を認めて懲役刑に服した。
この博物館は、2012年に記録的な入場者数を記録したと報告されている。 スティーブン・キング、ジュディ・ブルーム、ジョン・グリシャムなどの著名人の出演などのイベントも開催された。また、記念館は執筆プログラムや賞のスポンサーも務めている。更に2012年には、マーク・トウェインハウスは、ナショナル・ジオグラフィック・ブックの出版物である「The Ten Best of Everything」で、世界のベスト10の歴史的住宅の1つに選ばれた。

## ハートフォードへの転居

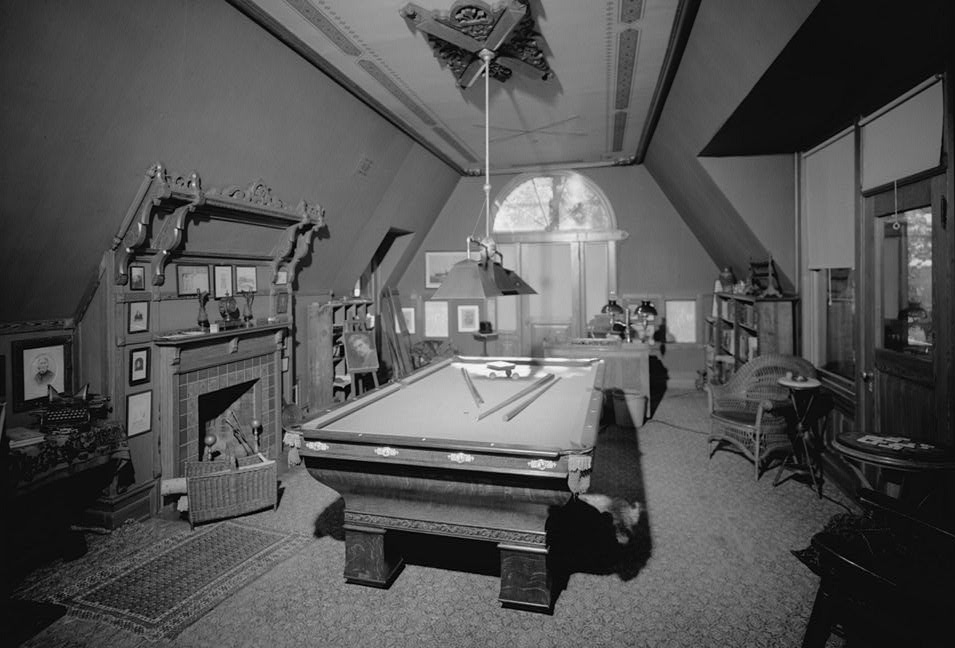
マーク・トウェインが執筆したビリヤードルーム

マーク・トウェインは、アメリカン・パブリッシング・カンパニーの出版社エリシャ・ブリス・ジュニアと仕事をするために、『海外の無実者』を執筆していた1868年に初めてハートフォードを訪れた。ハートフォードは当時、12社の出版社が集まる出版の中心地となっていた。
彼はオリビア・ラングドンと結婚した後、ニューヨーク州バッファローの立派な家に引っ越した。しかし、出版者に近づくためでもあり、2年以内にハートフォードのより豪華な家に引っ越すことを考えていた。 partly to be closer to his publisher.
家族は 1871年に最初にヌークファームと呼ばれる場所に家を借り、その後そこに土地を購入して新しい家を建てた。
トウェインはハートフォードについて、「すべての美しい町を見ることができたのは私の幸運だった。ここがその首長だ…。ここに来なかったら、美しさが何か分からないだろう。」と語った。彼は、当時米国のどの都市よりも一人当たりの収入が高かったこの町に惹かれた。

## 建築と施工
この家はニューヨーク市出身の建築家、エドワード・タッカーマン・ポッターによって設計された。 
建設当時、ハートフォード・デイリー・タイムズ紙は、「建物の建築に示された斬新さ、内部配置の奇抜さ、そして所有者の名声がすべてが一体となって、この建物を長きに渡って世界の注目すべき家にするだろう」と述べた。家の建築費用はクレメンス夫人の遺産から支払われた。
この家は、典型的な急勾配の屋根と非対称の出窓レイアウトなど、ビクトリア朝のゴシック(リバイバル建築)のスタイルになっている。一説によれば、この家はリバーボートを模して設計されたと言われている。
『 A Field Guide to American Houses』によると、この家はビクトリア朝建築のスティック様式で建てられている。

1881年に隣接する細長い土地を購入し、敷地の設計を見直し、家を改装した。私道は引き直され、キッチンは改築されてその広さは2倍になり、正面ホールは拡大された。
一家はまた、新しい配管と暖房、防犯警報装置も設置した。改修後の家の総費用は 70,000ドル、家具に 22,000ドルが費やされ、最初の土地購入費は 31,000ドルになった。

## この家での生活

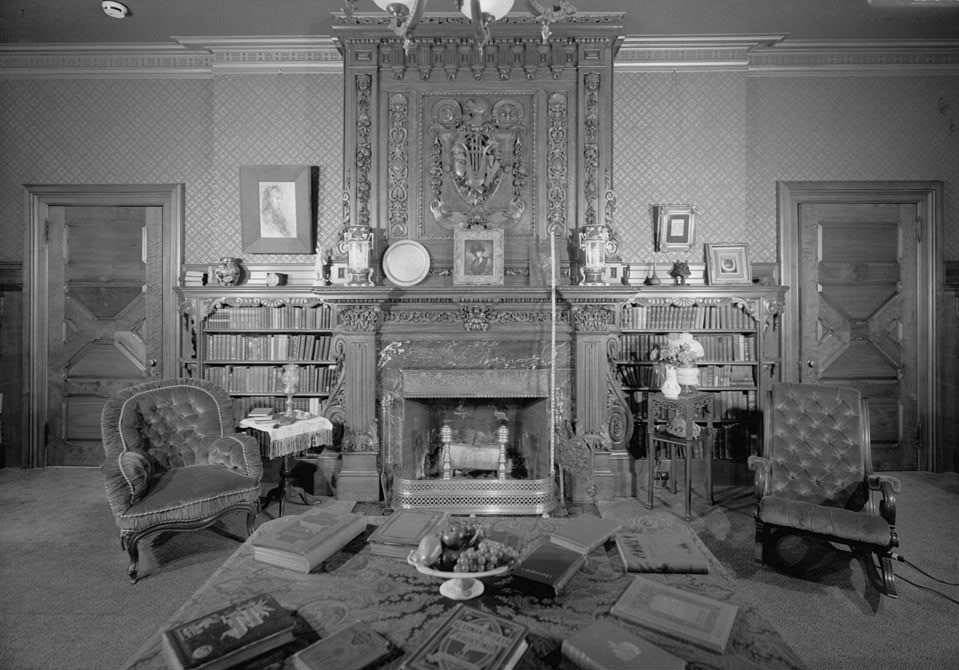
この図書館には、手でステンシルされたパネル、インドの暖炉、エンボス加工の壁紙、そしてトウェイン夫妻がスコットランドで購入した巨大な手彫りのマントルピースが展示されている

クレメンス一家は、完成後の 1874年にこの家に引っ越した。 最上階の3階にはビリヤード室と彼の個人的な書斎があり、彼はそこで夜遅くまで執筆を行った。部屋は清掃スタッフ以外は厳しく立ち入り禁止になっていた。
ビリヤード室は、男性客を葉巻やお酒でおもてなしするのにも使われていた。トウェインは「この家には悪口を言う部屋があるべきだ。そのような感情を抑圧しなければならないのは危険だ」と語った。
子どもたちは子ども部屋とプレイルーム/教室のある独自のエリアを持っていた。クレメンス夫人は二階の大きな教室で娘たちを指導した。
クレメンスは、想像上のサファリで象のふりをしながら、サンルームで子どもたちと遊んだ。彼は、この家は「私たちのものであり、私たちはその家を信頼し、その恵みとその祝福の平和の中で暮らしていた」と述べている。
クレメンスは、隣に住んでいたハリエット・ビーチャー・ストウやイザベラ・ビーチャー・フッカーなど、ハートフォード近所のさまざまな作家をよく知っていたこともあり、その家での生活を楽しんでいた。彼はまた、トーマス・ベイリー・アルドリッチ、ジョージ・ワシントン・ケーブル、ウィリアム・ディーン・ハウエルズを含む数人の作家をゲストとして迎え、俳優のヘンリー・アーヴィング、ローレンス・バレット、エドウィン・ブースも家に招待した。

クレメンスはこの家で、 『トム・ソーヤーの冒険』 (1876年) や『ミシシッピ川の生活』 (1883年)など、最も有名な本の多くを執筆した。『トム・ソーヤーの冒険』の成功が彼に家を改築するきっかけを与え、 1881年にルイス・コンフォート・ティファニーに室内装飾の監修を依頼した。 彼は新しい技術にも魅了され、初期の電話機の設置につながった。
クレメンスは、ジェームズ・W・ペイジが発明した写植機に多額の投資をした。また、チャールズ・L・ウェブスター・アンド・カンパニーという会社を設立し、トウェイン自身の著書を出版し、ユリシーズ・S・グラントの回想録でベストセラーを記録した。その最初の出版物は1884年の『ハックルベリー・フィンの冒険』であった。
会社は 1894年に破産し、トウェインは多額の借金を残した。ペイジの植字機は適切には機能せず、ウィットロー・リードの支援を受けたオットマー・メルゲンターラーのライノタイプ機との競争に破れた。
これらの投資による損失といくつかの銀行倒産により、クレメンス一家は 1891年に生活費がより手頃なヨーロッパに移住した。彼は家族のためにお金を取り戻すために大陸中で講演活動を始めた。　トウェインは住む家を購入する余裕がなかったので家を借り、1895年に一度だけ戻った。「この玄関を入った瞬間、私はもう一度、すぐにでもこの家でみんなで暮らしたいというこみ上げるような欲求に駆られた。そしてもう永遠によそには行かない。今まででここが一番素敵な家だ。」と彼は書いている。

## マーク・トウェイン以後

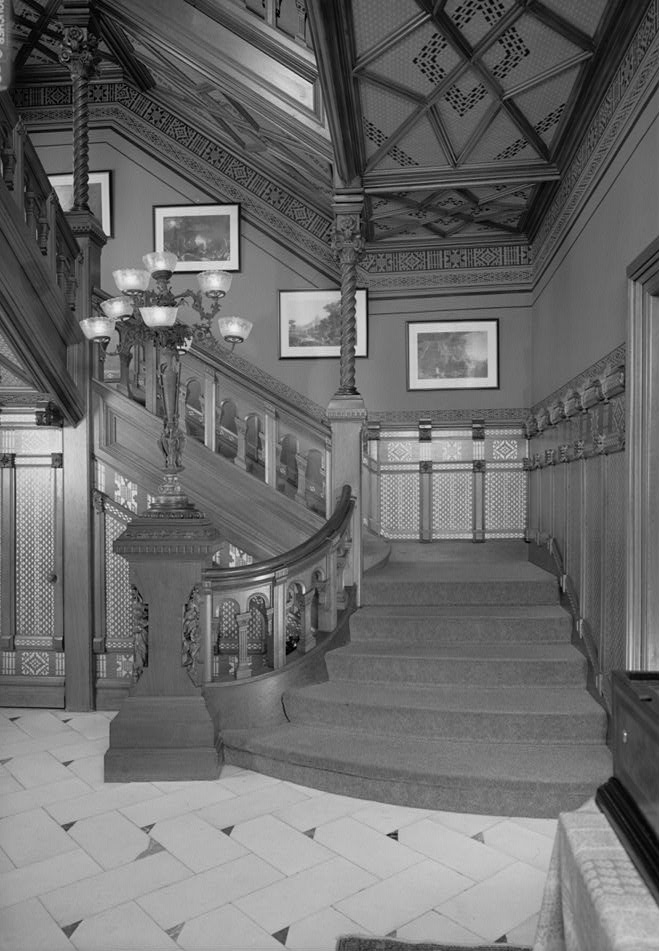
玄関ホールから中央階段を望む

キャサリン・シーモア・デイは、クレメンス家と知り合いだったハリエット・ビーチャー・ストウの孫姪で、1929年にトウェイン・ハウスを取り壊しから救った。
彼女はハートフォードの友という団体を設立し、この家の抵当権を確保するために2年間の資本キャンペーンを展開し10万ドルを集めた。家は、1955年から 1974年にかけて慎重に修復された。 
住宅ローンを返済し、老朽化した不動産を修復するための資金を集め、工芸品、家具、個人の所有物を回収するのに何十年も要した。最終的に全プロセスは 1974 年に終了し、ちょうど創業 100 周年に間に合った。
また、1977年には歴史保存ナショナル・トラストから「模範的な修復」に対してデビッド・E・フィンリー賞を受賞した。

マーク・トウェイン邸の入場はガイド付きツアーのみである。さまざまなテーマに沿ってツアーが企画されている。 
邸宅と記念館では、ツアーに加えて、講演会、作家のワークショップ、家族向けイベントなど、さまざまなイベントが提供されている。

## 改造
この家は 1999 年から大規模な改修工事が行われ、外装の木材、タイル、テラコッタ、レンガの工事、紫色のスレート屋根の再建などが行われた。 修復と保存により、家と敷地は、クレメンス夫妻がこの家を最も愛した 1881 年から 1891 年の間の状態を再現することになった。
正面玄関の大理石の床は当時の面影を復元するような修復が行われ、専門家が壁と天井を再ステンシルして塗装し、木工品を再仕上げしてティファニーで装飾された内装を再現した。修復資金の一部は、合計 300 万ドルに及ぶ2 つの連邦政府のセーブ・アメリカズ・トレジャー助成金によって賄われた。修復にはコンピュータによるスキャンも使用された。. 2016 年には、マホガニー・スイートで、建築用の木工品や漆喰の修復、歴史的な壁紙の復元など、全面的な修復作業が行われた。
現在、この家には写本、歴史的な写真、家庭用家具、ティファニー ガラスなど50,000 点の遺物が保管されている。クレメンスの華麗なベネチア風のベッド、スコットランドの城の複雑な彫刻が施された炉棚、ビリヤードテーブルなど 、当時の調度品の多くが家に残っている。

### 財政上の問題
入館者数は約5万3000人で横ばいとなり、記念館の運営委員らは事業を拡大するか、縮小を余儀なくされるとの意見に達した。
彼らはロバート.A.M.スターンに、家から注意をそらさないようなビジター・センターの設計を依頼した。教育および訪問者センターは、クレメンス家の御者がかつて家族とともに住んでいた馬車小屋に隣接して建てられた。緑の博物館は、アメリカで初めてエネルギーと環境デザインのリーダーシップ(LEED) 認証を取得している。 
センターは 1,630 万ドル、敷地面積は35,000 平方フィート (3,300 平方メートル)に及ぶ。博物館のコレクションのうち、家自体には展示されていない工芸品を保管している。また講堂と教室施設が備わっている。
この家は博物館の建設と家の修理維持に関連する費用として州政府から100万ドルを受け取っている。2003 年 11 月に博物館が開館して以来、入場者数は 15% 増加した。
2000 年には、この家は 50,000 人の訪問者から 500 万ドルの観光収入を生み出した。
エトナ財団はこのキャンペーンに 50 万ドルの寄付した。
全米人文科学基金は、教師育成プログラム、学生作文コンテスト、教育ウェブサイトに 80 万ドルの挑戦的助成金を与ている。
2003 年にビジター センターを建設した後、この家は財政的に持続不可能になり、意識と資金を集めるキャンペーンを開始した。これに応えて、州政府、知事、ユナイテッド・テクノロジーズ、その他多くの企業が貢献した。2011年の時点で博物館の関係者は、財政的には回復していると述べている。
2011 年、スタッフライターのスティーブ・コートニーは、この家の歴史と改修について詳しく報告する本を出版した。それには、ハウスの管財人であるハル・ホルブルックによる序文が含まれている。

## ギャラリー

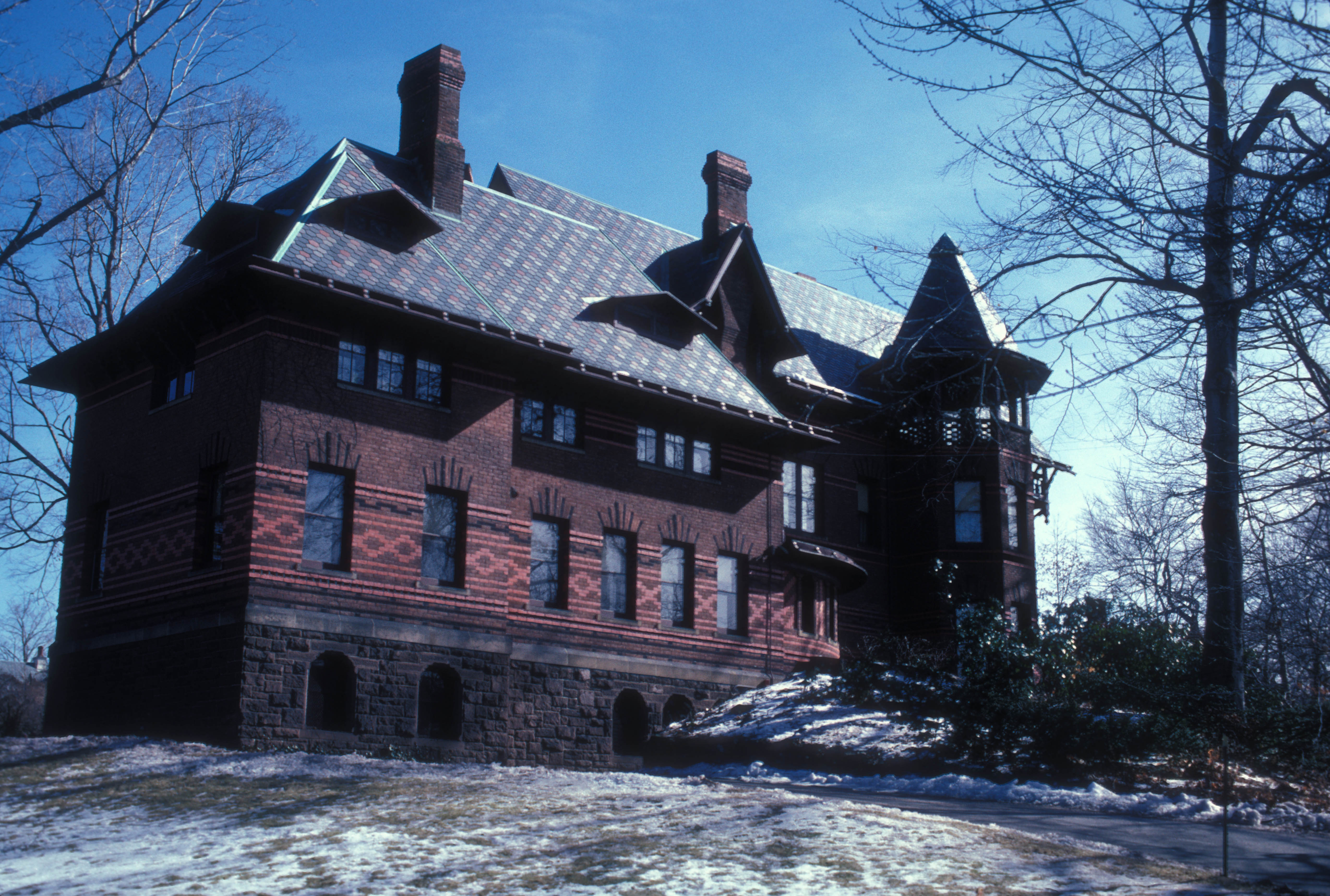
西側から, 1970
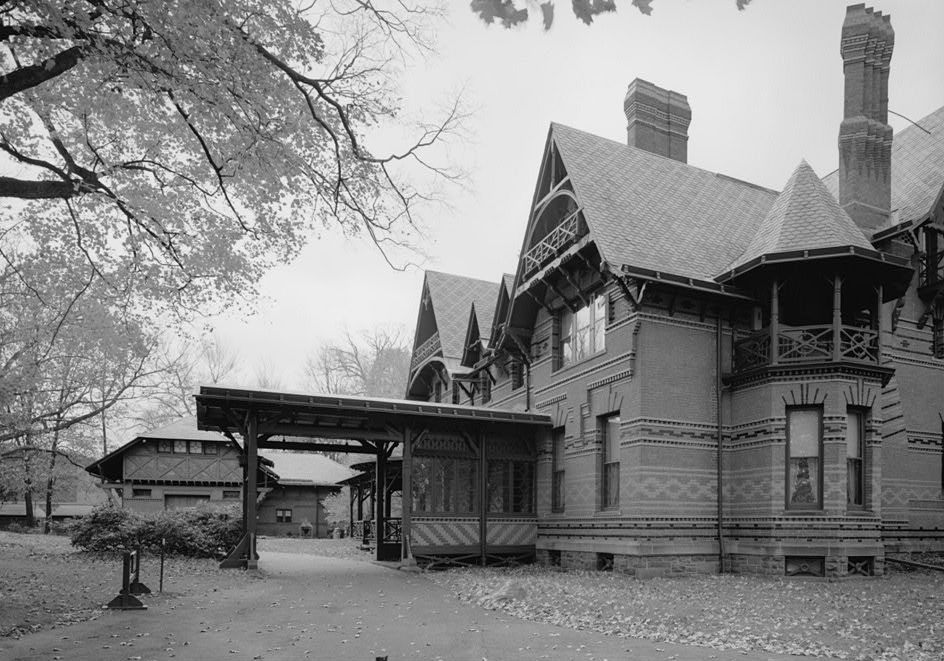
北東から、倉庫を背景に, 1995
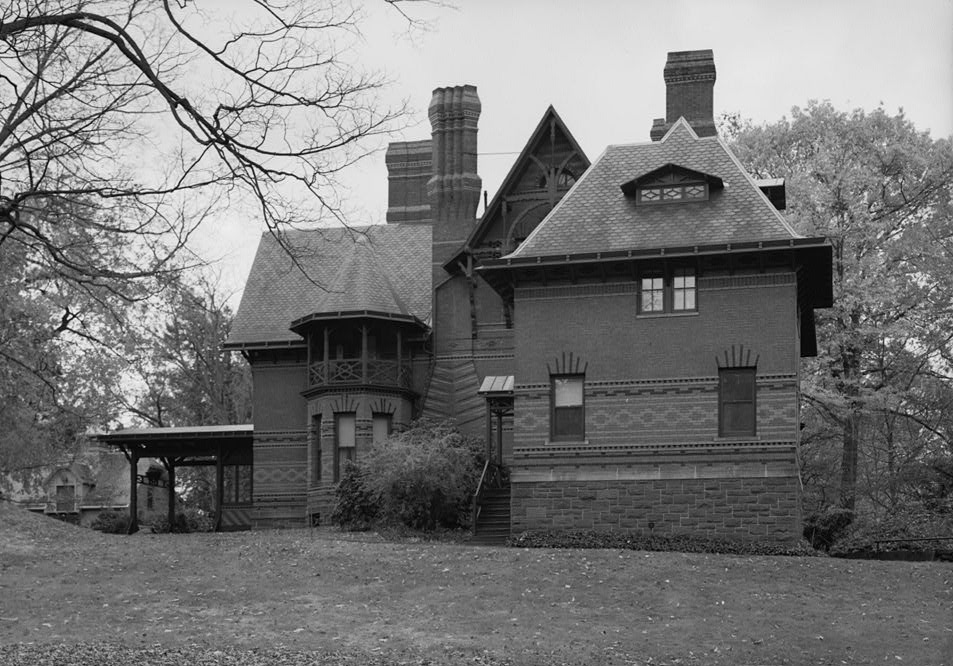
北側から, 1995
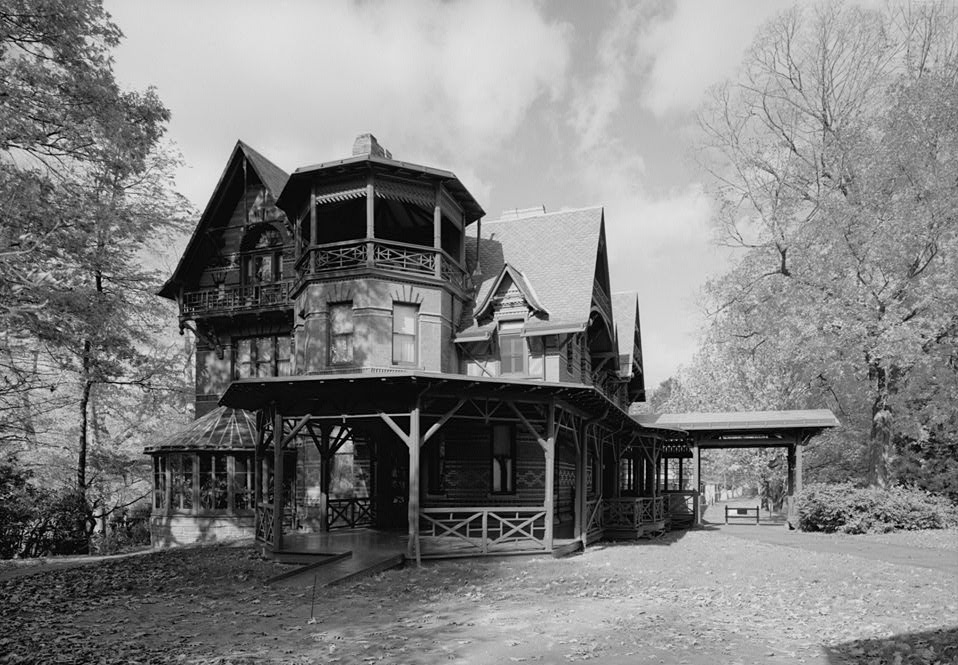
南側から, 1995
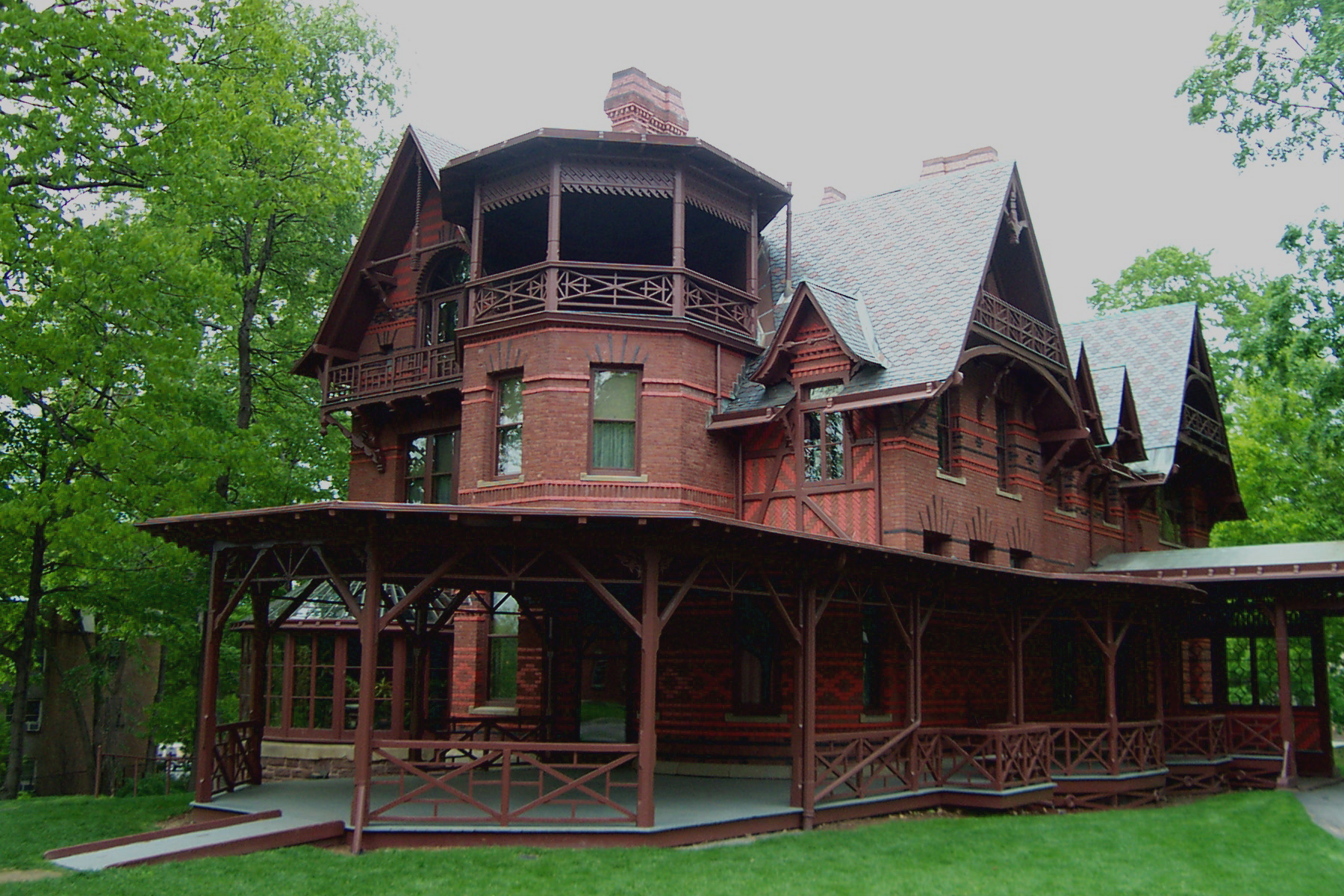
南東から, 2004
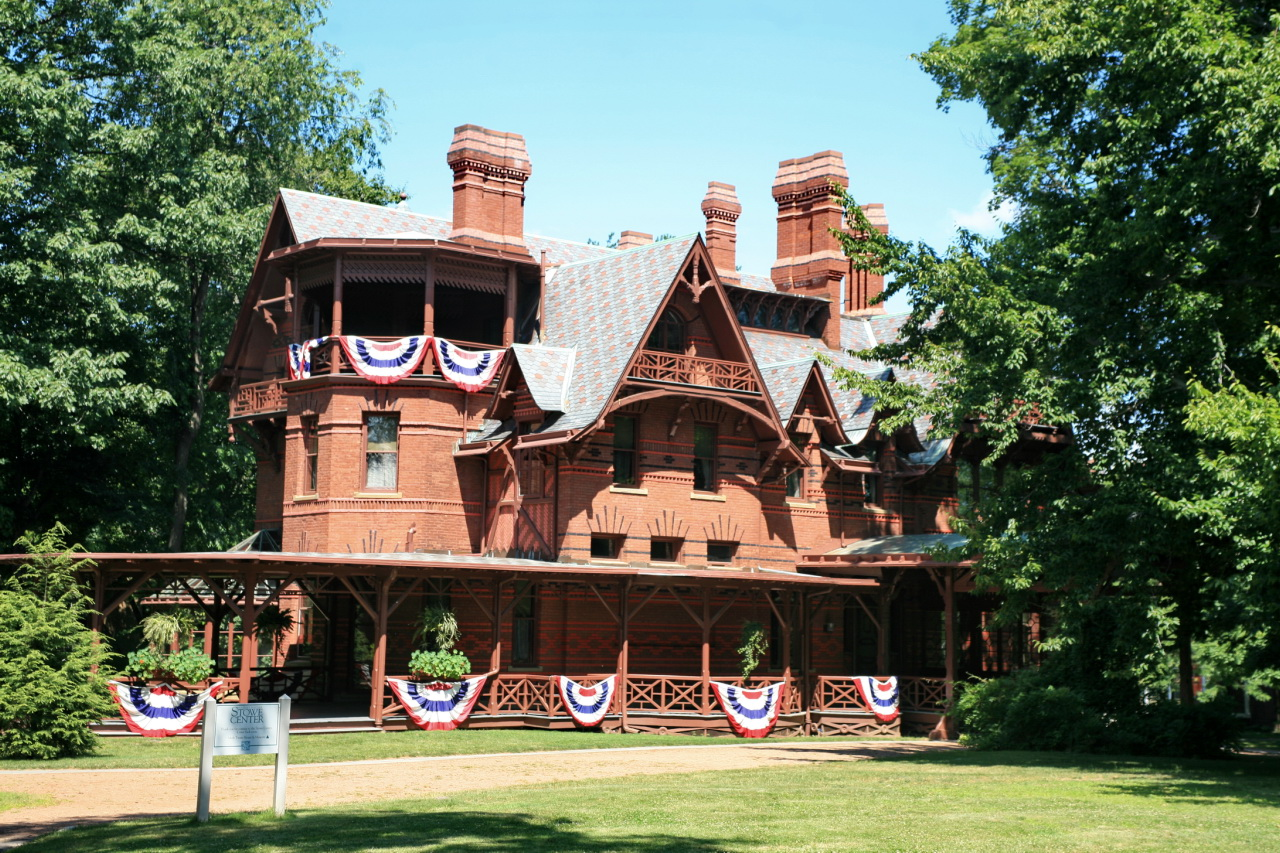
東側から, 2007